# Alexander Hollman
Alexander Hollman (María Grande, Provincia de Entre Ríos, Argentina, 10 de junio de 1993) es un exfutbolista argentino.

## Trayectoria
Sus primeros pasos como jugador los dio en la Escuela de Fútbol de Atlético María Grande, dirigida por Oscar Cacho Comas. Tenía 6 años. En 2012 se consagró campeón de Paraná Campaña con la Sub-20 del CAMG. Tuvo varias pruebas anteriormente, en Colón y en la escuela de Jorge Griffa, pero allí no tuvo la mejor de las suertes y no quedó. Fue por medio de dos exjugadores de la Liga Paranaense, Omar Goyeneche y Fabricio Altamirano que surgió la posibilidad de probarse en Patronato.

## Clubes
| Club                | País      | Año       |
| ------------------- | --------- | --------- |
| Patronato de Paraná | Argentina | 2013-2016 |
| Atlético Paraná     | Argentina | 2017      |